# Cérebro positrônico

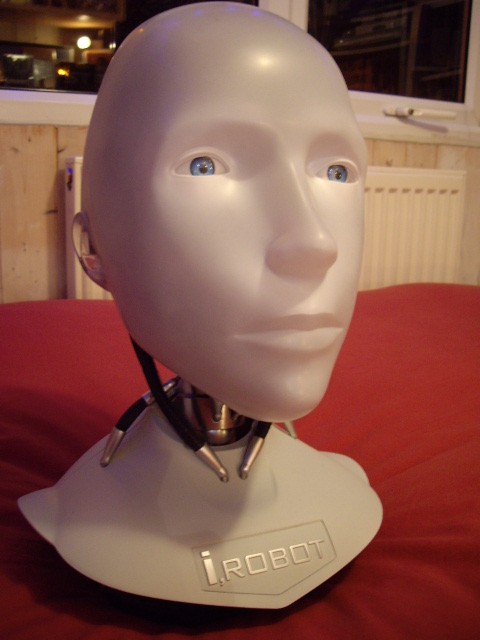
Personagem do filme I, Robot, que possui um cérebro positrônico

Cérebro positrônico é um conceito científico ficcional desenvolvido nos livros do autor Isaac Asimov, depois aproveitado em séries como Perry Rhodan e Star Trek. Seria o nome de cérebros de robôs que possuem inteligência artificial. Constituído de platina-irídio. Os "circuitos cerebrais" produzem e eliminam pósitrons, partícula recém-descoberta na época em que o autor criava suas primeiras histórias.

## Constituição
O cérebro positrônico imaginado por Asimov é constituído por uma esfera de vidro, com uma atmosfera de hélio dentro.
No interior estavam encerrados os chamados "circuitos positrônicos" constituídos de platina-irídio.
Pesava aproximadamente um quilo.

## Funcionamento
O cérebro positrônico seria constituído de uma massa esponjosa de platina-irídio, dentro de uma esfera de vidro.
Essa massa "esponjosa" constituiria os circuitos cerebrais,onde seriam constantemente produzidos e eliminados pósitrons.
Asimov sempre foi vago sobre o funcionamento do cérebro positrônico, mas se sabe que estes eram muito frágeis contra radiação.
O seu funcionamento à base de pósitrons também o deixa vulnerável contra descargas elétricas, com uma pequena bateria sendo suficiente para apagar boa parte do cérebro.

## As três Leis
As histórias de Asimov sempre se focam mais no "software" dos robôs.
Leis da Robótica são as leis gravadas profundamente nos cérebros dos robôs responsáveis por manter a superioridade dos humanos sobre os robôs.
São elas:
- Lei n° 1: Um robô não pode ferir um humano, ou, por inação, permitir que um humano se fira.
- Lei n° 2: Um robô deve obedecer todas as ordens dadas por um humano, exceto se tais ordens entrarem em conflito com a primeira lei.
- Lei n° 3: Um robô deve proteger sua própria existência, a não ser que tal proteção entre em conflito com a 1° e 2° leis.
Um cérebro positrônico não pode normalmente ser construído sem incorporar as Três Leis; quaisquer modificações dos mesmos iria alterar drasticamente o comportamento do robô.

## Perry Rhodan
Na série alemã de ficção científica Perry Rhodan (publicada a partir de 1961), os cérebros positrônicos (alemão: Positroniken) é a principal tecnologia informática; Durante bastante tempo, eles são substituídos pela Syntronics mais poderosa, mas esses param de funcionar devido ao aumento da hiper-impedância. O cérebro positrônico mais poderoso é chamado NATHAN e cobre grandes partes da Lua  do Planeta Terra. Muitos dos computadores maiores (incluindo NATHAN), bem como a raça de Posbis combinam um componente biológico com o cérebro positrônico, dando-lhes sensibilidade e criatividade.

## Ver Também
- Robôs
- Mecatrônica
- Eu, Robô